# Pulpa de remolacha
La pulpa de remolacha  es un subproducto de la industria del azúcar en las regiones templadas. De hecho, la principal fuente de azúcar alimentaria en estas regiones es la remolacha azucarera. Durante la extracción de azúcar, las raíces son estrujadas y el jugo dulce es recuperado por ósmosis. El residuo rico en celulosa digerible toma el nombre de pulpa de remolacha y se pueden utilizar en la alimentación de los rumiantes (capaces de digerir la celulosa a través de las bacterias de su estómago).
Puede ser utilizada como una pasta rica en agua (con un 15 a 20% de materia seca) y que debe ser en general ensilada, o como pulpa desecada envasada en "tortas" que luego pueden ser incorporadas a los piensos compuestos.
La pulpa de remolacha es una excelente fuente de celulosa digerible y de azúcares solubles para los rumiantes. Su uso como alimento fresco para las vacas lecheras cuya leche se convierte en queso es sin embargo delicado, debido a la presencia frecuente de esporas de las bacterias butíricas (contaminación con el suelo y las condiciones de almacenamiento), factores que dan mal gusto y causan la ruptura de los quesos.